# Primera División femenina de fútbol sala 1995-96
La temporada 1995-96 de Primera División es la 2.ª edición de la máxima categoría de la Liga Nacional de Fútbol Sala Femenina de España. La competición se disputa anualmente. Empezó el 21 de octubre de 1995, y terminó 27 de abril de 1996.
La Primera División consta de un grupo único integrado por diez equipos. Siguiendo un sistema de liga, los doce equipos se enfrentan todos contra todos en dos ocasiones -una en campo propio y otra en campo contrario- sumando un total de 22 jornadas. El orden de los encuentros se decide por sorteo antes de empezar la competición. La clasificación final se establece con arreglo a los puntos totales obtenidos por cada equipo al finalizar el campeonato. Este año se introduce la regla de que cada victoria valga tres puntos, un punto por cada empate y ningún punto por los partidos perdidos. El equipo que más puntos sume al final del campeonato será proclamado campeón de Liga.

## Equipos participantes

### Equipos por comunidad autónoma
| N.º | Comunidad autónoma   | Equipos                         |
| --- | -------------------- | ------------------------------- |
| 3   | Galicia              | Sal Lence Meirás Ourense        |
| 2   | Cantabria            | San Francisco Bezana Cantabria  |
| 2   | Comunidad de Madrid  | Eurasia Alcobendas FSF Móstoles |
| 1   | Castilla-La Mancha   | Trocadero Toledo                |
| 1   | Castilla y León      | Valladolid FSF                  |
| 1   | Comunidad Valenciana | Azabe Anai                      |
| 1   | País Vasco           | Sanpedrotarrak                  |
| 1   | La Rioja             | Logroñés FSF                    |

## Información de los equipos
| Club                | Ciudad               | Comunidad Autónoma   | Entrenador/a        | Pabellón          | Aforo |
| ------------------- | -------------------- | -------------------- | ------------------- | ----------------- | ----- |
| Sal Lence           | La Coruña            | Galicia              | Manuel del Castillo | Barrio Flores     |       |
| Trocadero Toledo    | Toledo               | Castilla-La Mancha   | Antonio Ibáñez      | Salto del Caballo | 2.500 |
| Valladolid FSF      | Valladolid           | Castilla y León      | Bandera de ?        | Huerta del Rey    |       |
| Azabe Anai          | Crevillente          | Comunidad Valenciana | Antonio Prieto      |                   |       |
| Sanpedrotarrak      | Pasajes              | País Vasco           | Futxi Gómez         | Bidebieta         |       |
| Meirás              | Ferrol               | Galicia              | Bandera de ?        | Caranza           |       |
| Eurasia Alcobendas  | Alcobendas           | Comunidad de Madrid  | Bandera de ?        |                   |       |
| Ourense             | Orense               | Galicia              | Julio Prol          | Os Remedios       | 2.500 |
| Santander Paz Lemon | Santander (España)   | Cantabria            | Bandera de ?        |                   |       |
| Bezana Cantabria    | Santa Cruz de Bezana | Cantabria            | Bandera de ?        | Mun. de Revilla   |       |
| Logroñés Dimec      | Logroño              | La Rioja             | Bandera de ?        |                   |       |
| FSF Móstoles        | Móstoles             | Comunidad de Madrid  | Basilio López       | Villafontana      | 450   |

## Clasificación
|                                                        |     | Equipos             | PJ | G  | E | P  | GF  | GC  | Dif. | Pts. |
| ------------------------------------------------------ | --- | ------------------- | -- | -- | - | -- | --- | --- | ---- | ---- |
|                                                        | 1.  | Sal Lence           | 22 | 20 | 0 | 2  | 155 | 47  | +108 | 60   |
|                                                        | 2.  | Sanpedrotarrak      | 22 | 18 | 3 | 1  | 123 | 51  | +72  | 57   |
|                                                        | 3.  | Trocadero Toledo    | 22 | 17 | 3 | 2  | 148 | 49  | +99  | 54   |
|                                                        | 4.  | Meirás              | 22 | 12 | 2 | 8  | 68  | 65  | +3   | 38   |
|                                                        | 5.  | CD Ourense          | 22 | 10 | 1 | 11 | 87  | 98  | -11  | 31   |
|                                                        | 6.  | Valladolid          | 22 | 10 | 0 | 12 | 90  | 111 | -21  | 20   |
|                                                        | 7.  | FSF Móstoles        | 22 | 9  | 0 | 13 | 117 | 98  | +19  | 27   |
|                                                        | 8.  | Logroñés            | 22 | 9  | 0 | 13 | 112 | 134 | -22  | 27   |
|                                                        | 9.  | Eurasia Alcobendas  | 22 | 6  | 1 | 15 | 56  | 102 | -46  | 19   |
|                                                        | 10. | Bezana Cantabria    | 22 | 5  | 3 | 14 | 79  | 127 | -48  | 18   |
|                                                        | 11. | Santander Paz Lemon | 22 | 5  | 0 | 17 | 52  | 150 | -98  | 15   |
|                                                        | 12. | Azabe Anai          | 22 | 4  | 1 | 17 | 48  | 103 | -55  | 13   |
| Última actualización: 27 de abril de 1996 - Jornada 22 |     |                     |    |    |   |    |     |     |      |      |

|  | Campeón de Liga                       |
|  | Descendido a Segunda División 1996-97 |

|                              |
| Bandera de Galicia           |
| Campeón Sal Lence 2.º título |

### Evolución de la clasificación
| Equipo / Jornada    | 1  | 2  | 3  | 4  | 5  | 6  | 7  | 8  | 9  | 10 | 11 | 12 | 13 | 14 | 15 | 16 | 17 | 18 | 19 | 20 | 21 | 22 |
| Equipo / Jornada    |    |    |    |    |    |    |    |    |    |    |    |    |    |    |    |    |    |    |    |    |    |    |
| ------------------- | -- | -- | -- | -- | -- | -- | -- | -- | -- | -- | -- | -- | -- | -- | -- | -- | -- | -- | -- | -- | -- | -- |
| Sal Lence           | 4  | 6  | 4  | 3  | 2  | 2  | 2  | 2  | 2  | 1  | 1  | 1  | 1  | 1  | 1  | 1  | 1  | 1  | 1  | 1  | 1  | 1  |
| Sanpedrotarrak      | 5  | 3  | 3  | 2  | 1  | 1  | 1  | 1  | 1  | 2  | 2  | 2  | 2  | 2  | 2  | 2  | 2  | 2  | 2  | 2  | 2  | 2  |
| Trocadero Toledo    | 1  | 1  | 2  | 1  | 5  | 3  | 3  | 3  | 3  | 3  | 3  | 3  | 3  | 3  | 3  | 3  | 3  | 3  | 3  | 3  | 3  | 3  |
| Meirás              | 6  | 4  | 1  | 6  | 4  | 6  | 6  | 5  | 6  | 6  | 6  | 5  | 5  | 5  | 4  | 4  | 4  | 4  | 4  | 4  | 4  | 4  |
| CD Ourense          | 3  | 5  | 6  | 5  | 6  | 5  | 5  | 6  | 5  | 5  | 5  | 4  | 4  | 4  | 5  | 5  | 5  | 5  | 6  | 5  | 5  | 5  |
| Valladolid          | 2  | 2  | 5  | 4  | 3  | 4  | 4  | 4  | 4  | 4  | 4  | 6  | 6  | 8  | 8  | 8  | 8  | 8  | 5  | 6  | 6  | 6  |
| FSF Móstoles        | 12 | 10 | 11 | 11 | 10 | 9  | 8  | 8  | 8  | 8  | 9  | 8  | 7  | 6  | 7  | 6  | 6  | 6  | 7  | 7  | 7  | 7  |
| Logroñés            | 8  | 8  | 9  | 8  | 8  | 8  | 9  | 9  | 10 | 9  | 8  | 9  | 8  | 7  | 6  | 7  | 7  | 7  | 8  | 8  | 8  | 8  |
| Eurasia Alcobendas  | 7  | 7  | 7  | 7  | 7  | 7  | 7  | 7  | 7  | 7  | 7  | 7  | 9  | 10 | 10 | 10 | 10 | 10 | 10 | 10 | 10 | 9  |
| Bezana Cantabria    | 10 | 11 | 10 | 10 | 11 | 12 | 12 | 12 | 12 | 11 | 10 | 10 | 10 | 9  | 9  | 9  | 9  | 9  | 9  | 9  | 9  | 10 |
| Santander Paz Lemon | 11 | 12 | 12 | 12 | 12 | 11 | 11 | 10 | 11 | 12 | 11 | 11 | 11 | 11 | 12 | 12 | 11 | 11 | 12 | 12 | 11 | 11 |
| Azabe Anai          | 9  | 9  | 8  | 9  | 9  | 10 | 10 | 11 | 9  | 10 | 12 | 12 | 12 | 12 | 11 | 11 | 12 | 12 | 11 | 11 | 12 | 12 |

## Resultados
Los horarios corresponden a la CET (Hora Central Europea) UTC+1 en horario estándar y UTC+2 en horario de verano para los partidos disputados en la península y UTC+0 en horario estándar y UTC+1 en horario de verano para los partidos disputados en las Islas Canarias.<ref>
| Sal Lence        | 5 - 1  | Azabe Anai         | 21 de octubre | 18:00 | Barrio Flores     | 500 |
| Logroñés         | 3 - 6  | Sanpedrotarrak     | 21 de octubre | 18:00 | Las Gaunas        | 500 |
| Trocadero Toledo | 10 - 0 | Móstoles           | 21 de octubre | 18:30 | Salto del Caballo | 600 |
| Ourense          | 11 - 2 | Santander          | 21 de octubre | 19:30 | Os Remedios       | 400 |
| Valladolid       | 12 - 3 | Bezana Cantabria   | 21 de octubre |       | Huerta del Rey    | 400 |
| Meirás           | 1 - 0  | Eurasia Alcobendas | 21 de octubre | 20:30 | A Malata          | 500 |

| Móstoles           | 5 - 6 | Valladolid       | 28 de octubre |       | Villafontana    |  |
| Azabe Anai         | 2 - 3 | Trocadero Toledo | 28 de octubre |       | Arbrets         |  |
| Sanpedrotarrak     | 5 - 4 | Sal Lence        | 28 de octubre | 18:30 | Bidebieta       |  |
| Santander          | 4 - 8 | Logroñés         | 28 de octubre |       | La Salle        |  |
| Eurasia Alcobendas | 5 - 1 | Ourense          | 28 de octubre | 19:00 | Mun. Alcobendas |  |
| Bezana Cantabria   | 1 - 3 | Meirás           | 28 de octubre |       | Mun. Revilla    |  |

| Móstoles         | 4 - 9  | Azabe Anai         | 4 de noviembre |       |             |  |
| Trocadero Toledo | 2 - 2  | Sanpedrotarrak     | 4 de noviembre |       |             |  |
| Sal Lence        | 12 - 2 | Santander          | 4 de noviembre |       |             |  |
| Logroñés         | 3 - 6  | Eurasia Alcobendas | 4 de noviembre |       |             |  |
| Ourense          | 4 - 3  | Bezana Cantabria   | 4 de noviembre | 17:00 | Os Remedios |  |
| Valladolid       | 1 - 3  | Meirás             | 4 de noviembre |       |             |  |

| Azabe Anai         | 2 - 5 | Valladolid       | 11 de noviembre |       |           |  |
| Sanpedrotarrak     | 2 - 0 | Móstoles         | 11 de noviembre | 18:30 | Bidebieta |  |
| Santander          | 1 - 6 | Trocadero Toledo | 11 de noviembre |       |           |  |
| Eurasia Alcobendas | 1 - 5 | Sal Lence        | 11 de noviembre |       |           |  |
| Bezana Cantabria   | 5 - 7 | Logroñés         | 11 de noviembre |       |           |  |
| Meirás             | 1 - 3 | Ourense          | 11 de noviembre | 20:30 | A Malata  |  |

| Azabe Anai       | 0 - 3 | Sanpedrotarrak     | 18 de noviembre |       |                |  |
| Móstoles         | 6 - 0 | Santander          | 18 de noviembre |       |                |  |
| Trocadero Toledo | 1 - 1 | Eurasia Alcobendas | 18 de noviembre |       |                |  |
| Sal Lence        | 8 - 2 | Bezana Cantabria   | 18 de noviembre |       | Barrio Flores  |  |
| Logroñés         | 6 - 8 | Meirás             | 18 de noviembre |       |                |  |
| Valladolid       | 4 - 1 | Ourense            | 18 de noviembre | 17:30 | Huerta del Rey |  |

| Sanpedrotarrak     | 8 - 3 | Valladolid       | 2 de diciembre |       |             |  |
| Santander          | 5 - 3 | Azabe Anai       | 2 de diciembre |       |             |  |
| Eurasia Alcobendas | 1 - 2 | Móstoles         | 2 de diciembre |       |             |  |
| Bezana Cantabria   | 5 - 6 | Trocadero Toledo | 2 de diciembre |       |             |  |
| Ourense            | 8 - 7 | Logroñés         | 2 de diciembre | 18:00 | Os Remedios |  |
| Meirás             | 1 - 7 | Sal Lence        | 2 de diciembre | 18:30 | Caranza     |  |

| Sanpedrotarrak   | 9 - 2 | Santander          | 16 de diciembre |       |               |  |
| Azabe Anai       | 1 - 3 | Eurasia Alcobendas | 16 de diciembre |       |               |  |
| Móstoles         | 9 - 0 | Bezana Cantabria   | 16 de diciembre |       |               |  |
| Trocadero Toledo | 4 - 1 | Meirás             | 16 de diciembre |       |               |  |
| Sal Lence        | 6 - 3 | Ourense            | 16 de diciembre | 18:00 | Barrio Flores |  |
| Valladolid       | 6 - 2 | Logroñés           | 16 de diciembre |       |               |  |

| Santander          | 4 - 2 | Valladolid       | 13 de enero |       |             |  |
| Eurasia Alcobendas | 0 - 5 | Sanpedrotarrak   | 13 de enero |       |             |  |
| Bezana Cantabria   | 3 - 0 | Azabe Anai       | 13 de enero |       |             |  |
| Meirás             | 2 - 1 | Móstoles         | 13 de enero |       |             |  |
| Ourense            | 2 - 3 | Trocadero Toledo | 13 de enero | 17:00 | Os Remedios |  |
| Logroñés           | 5 - 8 | Sal Lence        | 13 de enero |       |             |  |

| Santander        | 2 - 4 | Eurasia Alcobendas | 20 de enero |       |           |  |
| Sanpedrotarrak   | 7 - 3 | Bezana Cantabria   | 20 de enero | 19:00 | Bidebieta |  |
| Azabe Anai       | 1 - 0 | Meirás             | 20 de enero |       |           |  |
| Trocadero Toledo | 9 - 1 | Logroñés           | 20 de enero |       |           |  |
| Valladolid       | 3 - 6 | Sal Lence          | 20 de enero |       |           |  |
| Móstoles         | 3 - 4 | Ourense            | 21 de enero | 12:15 |           |  |

| Valladolid       | 5 - 4 | Eurasia Alcobendas | 27 de enero |       |               |  |
| Bezana Cantabria | 8 - 2 | Santander          | 27 de enero |       |               |  |
| Meirás           | 2 - 2 | Sanpedrotarrak     | 27 de enero |       |               |  |
| Ourense          | 4 - 3 | Azabe Anai         | 27 de enero |       |               |  |
| Logroñés         | 8 - 5 | Móstoles           | 27 de enero |       |               |  |
| Sal Lence        | 4 - 2 | Trocadero Toledo   | 27 de enero | 18:00 | Barrio Flores |  |

| Eurasia Alcobendas | 5 - 9  | Bezana Cantabria | 3 de febrero |       |           |  |
| Santander          | 4 - 2  | Meirás           | 3 de febrero |       |           |  |
| Sanpedrotarrak     | 8 - 4  | Ourense          | 3 de febrero | 19:00 | Bidebieta |  |
| Móstoles           | 5 - 9  | Sal Lence        | 3 de febrero |       |           |  |
| Trocadero Toledo   | 8 - 4  | Valladolid       | 3 de febrero |       |           |  |
| Azabe Anai         | 7 - 11 | Logroñés         | 4 de febrero | 12:00 |           |  |

| Bezana Cantabria   | 9 - 8 | Valladolid       | 10 de febrero |       |           |  |
| Eurasia Alcobendas | 4 - 5 | Meirás           | 10 de febrero |       |           |  |
| Santander          | 2 - 3 | Ourense          | 10 de febrero | 17:30 |           |  |
| Sanpedrotarrak     | 6 - 4 | Logroñés         | 10 de febrero | 19:00 | Bidebieta |  |
| Azabe Anai         | 1 - 7 | Sal Lence        | 10 de febrero |       |           |  |
| Móstoles           | 7 - 6 | Trocadero Toledo | 10 de febrero |       |           |  |

| Meirás           | 5 - 5  | Bezana Cantabria   | 17 de febrero |       |               |      |
| Ourense          | 10 - 1 | Eurasia Alcobendas | 17 de febrero |       |               |      |
| Logroñés         | 12 - 6 | Santander          | 17 de febrero |       |               |      |
| Sal Lence        | 5 - 2  | Sanpedrotarrak     | 17 de febrero | 18:00 | Barrio Flores | 1000 |
| Trocadero Toledo | 8 - 1  | Azabe Anai         | 17 de febrero |       |               |      |
| Valladolid       | 1 - 11 | Móstoles           | 17 de febrero |       |               |      |

| Meirás             | 5 - 0 | Valladolid       | 24 de febrero |       |           |  |
| Bezana Cantabria   | 2 - 2 | Ourense          | 24 de febrero | 18:30 |           |  |
| Eurasia Alcobendas | 5 - 8 | Logroñés         | 24 de febrero |       |           |  |
| Santander          | 0 - 7 | Sal Lence        | 24 de febrero |       |           |  |
| Sanpedrotarrak     | 3 - 3 | Trocadero Toledo | 24 de febrero |       | Bidebieta |  |
| Azabe Anai         | 0 - 7 | Móstoles         | 24 de febrero |       |           |  |

| Ourense          | 3 - 4  | Meirás             | 2 de marzo | 17:00 | Os Remedios   |  |
| Logroñés         | 4 - 3  | Bezana Cantabria   | 2 de marzo |       |               |  |
| Sal Lence        | 10 - 1 | Eurasia Alcobendas | 2 de marzo | 18:00 | Barrio Flores |  |
| Trocadero Toledo | 10 - 1 | Santander          | 2 de marzo |       |               |  |
| Móstoles         | 4 - 6  | Sanpedrotarrak     | 2 de marzo |       |               |  |
| Valladolid       | 2 - 4  | Azabe Anai         | 2 de marzo |       |               |  |

| Ourense            | 2 - 5  | Valladolid       | 9 de marzo  | 19:00 | Os Remedios  |  |
| Meirás             | 5 - 3  | Logroñés         | 9 de marzo  |       |              |  |
| Bezana Cantabria   | 2 - 7  | Sal Lence        | 9 de marzo  |       | Mun. Revilla |  |
| Eurasia Alcobendas | 1 - 12 | Trocadero Toledo | 9 de marzo  |       |              |  |
| Santander          | 2 - 18 | Móstoles         | 9 de marzo  |       |              |  |
| Sanpedrotarrak     | 8 - 2  | Azabe Anai       | 10 de marzo |       | Bidebieta    |  |

| Logroñés         | 8 - 6  | Ourense            | 16 de marzo |       |               |  |
| Sal Lence        | 5 - 1  | Meirás             | 16 de marzo | 18:00 | Barrio Flores |  |
| Trocadero Toledo | 16 - 3 | Bezana Cantabria   | 16 de marzo |       |               |  |
| Móstoles         | 6 - 2  | Eurasia Alcobendas | 16 de marzo |       |               |  |
| Azabe Anai       | 2 - 3  | Santander          | 16 de marzo |       |               |  |
| Valladolid       | 3 - 10 | Sanpedrotarrak     | 16 de marzo |       |               |  |

| Logroñés           | 2 - 4 | Valladolid       | 23 de marzo |       |             |  |
| Ourense            | 2 - 7 | Sal Lence        | 23 de marzo | 17:00 | Os Remedios |  |
| Meirás             | 1 - 4 | Trocadero Toledo | 23 de marzo | 18:30 | Caranza     |  |
| Bezana Cantabria   | 6 - 5 | Móstoles         | 23 de marzo |       |             |  |
| Eurasia Alcobendas | 1 - 2 | Azabe Anai       | 23 de marzo |       |             |  |
| Santander          | 2 - 6 | Sanpedrotarrak   | 23 de marzo |       |             |  |

| Sal Lence        | 8 - 0  | Logroñés           | 30 de marzo | 18:00 | Barrio Flores | 500 |
| Trocadero Toledo | 15 - 2 | Ourense            | 30 de marzo |       |               |     |
| Móstoles         | 3 - 4  | Meirás             | 30 de marzo |       |               |     |
| Azabe Anai       | 2 - 2  | Bezana Cantabria   | 30 de marzo |       |               |     |
| Sanpedrotarrak   | 9 - 1  | Eurasia Alcobendas | 30 de marzo |       |               |     |
| Valladolid       | 10 - 2 | Santander          | 30 de marzo |       |               |     |

| Sal Lence          | 10 - 0 | Valladolid       | 13 de abril | 18:00 | Barrio Flores |  |
| Logroñés           | 1 - 5  | Trocadero Toledo | 13 de abril |       |               |  |
| Ourense            | 5 - 3  | Móstoles         | 13 de abril | 19:30 | Os Remedios   |  |
| Meirás             | 7 - 2  | Azabe Anai       | 13 de abril |       |               |  |
| Bezana Cantabria   | 1 - 5  | Sanpedrotarrak   | 13 de abril |       |               |  |
| Eurasia Alcobendas | 3 - 1  | Santander        | 13 de abril |       |               |  |

| Eurasia Alcobendas | 1 - 3  | Valladolid       | 20 de abril |       |                   |  |
| Santander          | 4 - 3  | Bezana Cantabria | 20 de abril |       |                   |  |
| Sanpedrotarrak     | 5 - 2  | Meirás           | 20 de abril |       |                   |  |
| Azabe Anai         | 0 - 6  | Ourense          | 20 de abril | 17:00 |                   |  |
| Móstoles           | 11 - 3 | Logroñés         | 20 de abril |       |                   |  |
| Trocadero Toledo   | 6 - 3  | Sal Lence        | 20 de abril | 18:00 | Salto del Caballo |  |

| Bezana Cantabria | 1 - 6  | Eurasia Alcobendas | 27 de abril |       |               |  |
| Meirás           | 5 - 1  | Santander          | 27 de abril |       | A Malata      |  |
| Ourense          | 1 - 6  | Sanpedrotarrak     | 27 de abril | 19:30 |               |  |
| Logroñés         | 6 - 3  | Azabe Anai         | 27 de abril |       |               |  |
| Sal Lence        | 12 - 2 | Móstoles           | 27 de abril | 18:00 | Barrio Flores |  |
| Valladolid       | 3 - 9  | Trocadero Toledo   | 27 de abril |       |               |  |

## Estadísticas

### Rachas
- Mayor racha ganadora: Sal Lence; 18 jornadas (jornada 3 a 20)
- Mayor racha invicta: Sal Lence; 18 jornadas (jornada 3 a 20)
- Mayor racha marcando: 4 equipos; 22 jornadas (jornada 1 a 22)
- Mayor racha empatando: Bezana Cantabría; 2 jornadas (jornada 13 a 14)
- Mayor racha imbatida: Sanpedrotarrak y Sal Lence; 2 jornadas
- Mayor racha perdiendo: Eurasia Alcobendas; 10 jornadas (jornada 10 a 19)
- Mayor racha sin ganar: Eurasia Alcobendas; 10 jornadas (jornada 10 a 19)
- Mayor racha sin marcar: 7 equipos; 1 jornada
- Mayor goleada en casa:

Trocadero Toledo 16 - 3 Bezana Cantabria (16 de marzo)
Trocadero Toledo 15 - 2 Ourense (30 de marzo)
- Mayor goleada a domicilio:

Santander 2 - 18 Móstoles (9 de marzo)
- Partido con más goles:

Santander 2 - 18 Móstoles (9 de marzo)